# Franz-Peter Tebartz-van Elst
Franz-Peter Tebartz-van Elst (Kevelaer-Twisteden, 20 de novembro de 1959) é um bispo católico alemão. Ele foi vigário, capelão, teólogo pastoral e bispo auxiliar de Münster e bispo de Limbourg entre 2008 e 2014. Após 2014 foi delegado no Vaticano, no Conselho Pontifício para a Promoção da Nova Evangelização. 

## Vida
Tebartz-van Elst se tornou bispo, em janeiro de 2008, da diocese de Limburgo. A 23 outubro de 2013, ele foi suspenso temporariamente do exercício do seu ministério episcopal pelo Vaticano, após ficar conhecido pelos gastos excessivos na construção da sua nova residência. O conselho de administração do episcopado acusou o bispo de fazer caros pedidos especiais, como uma banheira de luxo de 20 mil euros, uma mesa de conferência de 35 mil euros, armários pessoais embutidos para 500 mil euros. Dos 5,5 milhões euros inicialmente orçado, apenas 600,000 para 800,000 euros tinham sidos formalmente aprovados. O bispo, conhecido pela alcunha de Bispo Bling Bling  ( a partir do ruído de uma caixa registadora), tentou, durante bastante tempo, esconder os custos reais. As obras deveriam custar 6 milhões, depois 9,31 milhões e finalmente custaram 41 milhões de euros. Os fundos, de acordo com o jornal alemao Süddeutsche Zeitung, teriam sido desviados da caixa da Obra di San Giorgio, uma fundação para o trabalho social, que  ajudava as famílias numerosas mais necessitadas da cidade.
Em seguida, o bispo Tebartz-van Elst passou algum tempo num mosteiro da Baviera. Em 26 de março 2014 o Papa Francisco acatou renúncia de Tebartz-van Elst. O Vaticano acrescentou que a investigação sobre a reforma chegou à conclusão de que Tebartz-van Elst não poderia mais exercer o sacerdócio em Limburgo e que o Papa Francisco havia aceitado o seu pedido de renúncia do cargo, oferecido originalmente em 20 de outubro 2013.
Durante seu mandato, Tebartz-van Elst vinha sendo duramente questionado por alguns padres pela forma considerada autoritária de liderar a diocese e foi alvo de crítica da imprensa e de fiéis pelos custos milionários de renovação da sua residência episcopal. Além disso, ele foi motivo de investigações pela promotoria pública de Hamburgo, que o acusou de perjúrio por mentir sob juramento sobre uma viagem de avião para visitar comunidades carentes na Índia, a qual teria feito na primeira classe. O processo foi arquivado mediante pagamento de uma multa de 20 mil euros. Segundo a procuradoria, o religioso reconheceu ter mentido.
Em 5 de dezembro de  2014, o Papa Francisco nomeou-o delegado no Vaticano para a catequese do  Conselho Pontifício para a Promoção da Nova Evangelização.